# Pimelea
Genre
Classification phylogénétique
Le genre Pimelea regroupe environ 80 espèces de plantes appartenant à la famille des Thymelaeaceae originaires d'Australie et de Nouvelle-Zélande. La plupart de ces espèces sont toxiques pour les animaux domestiques.

## Quelques espèces
| - Pimelea arenaria - Pimelea brachyphylla - Pimelea calcicola - Pimelea ciliolaris - Pimelea drupacea - Pimelea ferruginea - Pimelea glauca - Pimelea gnidia - Pimelea hispida - Pimelea imbricata - Pimelea linifolia - Pimelea longiflora - Pimelea lyallii | - Pimelea nivea - Pimelea pauciflora - Pimelea physodes - Pimelea prostrata - Pimelea rosea - Pimelea sericea - Pimelea spectabilis - Pimelea spicata - Pimelea suaveolens - Pimelea sylvestris - Pimelea traversii - Pimelea virgata |